# أكا كرتون
أكا كرتون (بالإنجليزية: a.k.a cartoon) هو استوديو رسوم متحركة كندي يقع في فانكوفر، كولومبيا البريطانية في كندا تأسس في 1 أبريل 1994 من قبل داني أنتونوتشي، وشعار الشركة هو: «مكرسة لإنتاج الرسوم المتحركة للجميع سواء أرادوا ذلك أم لا!» ومن أهم أعماله مسلسل الرسوم المتحركة الشهير إد إدد وإدي لكرتون نتورك.